# Lucio Fufidio Polión
Lucio Fufidio Polión fue un senador romano, que desarrolló su carrera política bajo los imperios de Antonino Pío y el reinado conjunto de Marco Aurelio y Lucio Vero.

## Carrera política
Su primer cargo conocido fue el de Gobernador de la provincia Galacia entre 163 y 165, para después ser designado  consul ordinarius en el año 166.

## Matrimonio y descendencia
Contrajo matrimonio con una hija de Marco Estacio Prisco, consul ordinarius en 159 y una de las manos derechas militares de Lucio Vero y Marco Aurelio, y su nieta Fufidia Clementiana recordaba su memoria mucho más allá de su muerte.